# Malîi, Jovkva
Malîi (în ucraineană Малий) este un sat în comuna Lîpnîk din raionul Jovkva, regiunea Liov, Ucraina.

## Demografie
Componența lingvistică a localității Malîi
     Ucraineană (100%)
Conform recensământului din 2001, toată populația localității Malîi era vorbitoare de ucraineană (100%).